# Torneo de Chengdú 2024
El Chengdu Open 2024 fue un torneo de tenis perteneciente al ATP Tour 2024 en la categoría ATP Tour 250. El torneo tendrá lugar en la ciudad de Chengdu (China) desde el 18 hasta el 24 de septiembre de 2024 sobre canchas duras.

## Distribución de puntos
| Modalidad            | Campeón | Finalista | Semifinales | Cuartos de final | 2ª ronda | 1ª ronda | Clasificados | 2ª ronda de clasificación | 1ª ronda de clasificación |
| Individual masculino | 250     | 165       | 100         | 50               | 25       | 0        | 13           | 7                         | 0                         |
| Dobles masculino     | 250     | 150       | 90          | 45               | 20       | 0        | -            | -                         | -                         |

## Cabezas de serie

### Individuales masculino
| Tenista                    | Ranking | Preclasificado |
| Lorenzo Musetti            | 19      | 1              |
| Aleksandr Búblik           | 27      | 2              |
| Nicolás Jarry              | 28      | 3              |
| Pedro Martínez             | 42      | 4              |
| Adrian Mannarino           | 46      | 5              |
| Lorenzo Sonego             | 50      | 6              |
| Giovanni Mpetshi Perricard | 51      | 7              |
| Román Safiulin             | 56      | 8              |

- Ranking del 16 de septiembre de 2024.[2]

### Dobles masculino
| Tenista                                      | Ranking | Preclasificados |
| Sadio Doumbia Fabien Reboul                  | 59      | 1               |
| Ivan Dodig Rafael Matos                      | 60      | 2               |
| Yuki Bhambri Albano Olivetti                 | 87      | 3               |
| Miguel Ángel Reyes Varela John-Patrick Smith | 122     | 4               |

## Campeones

### Individual masculino
Juncheng Shang venció a  Lorenzo Musetti por 7-6(7-4), 6-1

### Dobles masculino
Sadio Doumbia /  Fabien Reboul vencieron a  Yuki Bhambri /  Albano Olivetti por 6-4, 4-6, [10-4]